# Songs of Mass Destruction
Albums de Annie Lennox
Bare
(2003) The Annie Lennox Collection
(2009)
Singles
1. Dark Road
Sortie : 24 septembre 2007
2. Sing
Sortie : 1er décembre 2007

Songs of Mass Destruction est le quatrième album studio d'Annie Lennox, sorti le 1er octobre 2007.
L'album s'est classé 7e au UK Albums Chart et 9e au Billboard 200.

## Liste des titres
| No  | Titre | Durée |
| --- | --- | ----- |
| 1.  | Dark Road | 3:47  |
| 2.  | Love is Blind | 4:18  |
| 3.  | Smithereens | 5:17  |
| 4.  | Ghosts in My Machine | 3:30  |
| 5.  | Womankind (featuring Nadirah X) | 4:28  |
| 6.  | Through the Glass Darkly | 3:29  |
| 7.  | Lost | 3:41  |
| 8.  | Coloured Bedspread | 4:29  |
| 9.  | Sing (featuring Madonna, Anastacia, Isobel Campbell, Dido, Céline Dion, Melissa Etheridge, Fergie, Beth Gibbons, Faith Hill, Angélique Kidjo, Beverley Knight, Gladys Knight, k.d. lang, Sarah McLachlan, Beth Orton, Pink, Bonnie Raitt, Shakira, Shingai Shoniwa, Joss Stone, Sugababes, KT Tunstall et Martha Wainwright) | 4:48  |
| 10. | Big Sky | 4:02  |
| 11. | Fingernail Moon | 5:02  |

| 12. | Dark Road (Acoustic version) | 3:30 |
| 13. | Don't Take Me Down           | 3:52 |

| 12. | Walking on Broken Glass (Live) | 4:30 |
| 13. | Dark Road (Live)               | 3:46 |

## Personnel
- Annie Lennox : chant, claviers, piano
- Glen Ballard, Mike Stevens, Randy Kerber, Zac Raeon : claviers
- Joel Shearer : guitare
- Randy Kerber : piano
- Sean Hurley : basse
- Blair Sinta : batterie
- Anastacia, Angelique Kidjo, Beth Gibbons, Beth Orton, Beverley Knight, Bonnie Raitt, Celine Dion, Dido, Faith Hill, Fergie, Gladys Knight, Isobel Campbell, Joss Stone, k.d. lang, KT Tunstall, Madonna, Martha Wainwright, Melissa Etheridge, Pink, Sarah McLachlan, Shakira, Shingai Shoniwa, Sugababes : chœurs sur Sing
- The Generics : Jikelele sur Sing
- Eddie Baylos : accordéon